# Xã Townsend, Quận Huron, Ohio
Xã Townsend (tiếng Anh: Townsend Township) là một xã thuộc quận Huron, tiểu bang Ohio, Hoa Kỳ. Năm 2010, dân số của xã này là 1.623 người.